# Alberto Álvarez
Alberto Álvarez Muñoz (ur. 8 marca 1991 w Chetumal) – meksykański lekkoatleta specjalizujący się w trójskoku.
Srebrny medalista juniorskich mistrzostw Ameryki Środkowej i Karaibów (2010). W 2011 był siódmy na igrzyskach panamerykańskich, a rok później zajął 4. miejsce podczas młodzieżowych mistrzostw strefy NACAC. Srebrny medalista mistrzostw Ameryki Środkowej i Karaibów z 2013. Rok później stanął na najniższym stopniu podium czempionatu ibero-amerykańskiego, a w 2015 zajął 6. miejsce na uniwersjadzie w Gwangju.
Złoty medalista mistrzostw Meksyku.
Okazjonalnie występuje także w skoku w dal – w 2013 zdobył w tej konkurencji złoty medal mistrzostw Ameryki Środkowej i Karaibów. Jego rekord życiowy wynosi 7,85 (2013).
Rekordy życiowe w trójskoku: stadion – 16,99 (16 kwietnia 2016, Norwalk) rekord Meksyku; hala – 15,83 (1 lutego 2014, Houston).

## Osiągnięcia
| Rok  | Impreza                                           | Miejsce        | Lokata            | Wynik  |
| ---- | ------------------------------------------------- | -------------- | ----------------- | ------ |
| 2010 | Mistrzostwa Ameryki Środkowej i Karaibów juniorów | Santo Domingo  | 2. miejsce        | 15,21  |
| 2010 | Mistrzostwa świata juniorów                       | Moncton        | el. – 18. miejsce | 15,24  |
| 2011 | Igrzyska panamerykańskie                          | Guadalajara    | 7. miejsce        | 16,20  |
| 2012 | Mistrzostwa ibero-amerykańskie                    | Barquisimeto   | 8. miejsce        | 15,71w |
| 2012 | Młodzieżowe mistrzostwa NACAC                     | Irapuato       | 4. miejsce        | 15,87  |
| 2013 | Mistrzostwa Ameryki Środkowej i Karaibów          | Morelia        | 2. miejsce        | 16,39  |
| 2014 | Mistrzostwa ibero-amerykańskie                    | São Paulo      | 3. miejsce        | 16,31  |
| 2014 | Igrzyska Ameryki Środkowej i Karaibów             | Xalapa         | 4. miejsce        | 16,32  |
| 2015 | Uniwersjada                                       | Gwangju        | 6. miejsce        | 16,22  |
| 2016 | Igrzyska olimpijskie                              | Rio de Janeiro | 9. miejsce        | 16,56  |
| 2017 | Mistrzostwa świata                                | Londyn         | el. – 20. miejsce | 16,48  |
| 2017 | Uniwersjada                                       | Tajpej         | 4. miejsce        | 16,71  |